# Matjaž Debelak
Matjaž Debelak född 27 augusti 1965 i Braslovče i Untersteiermark (slovenska Spodnja Štajerska), är en slovensk tidigare backhoppare som tävlade för dåvarande Jugoslavien.

## Karriär
Matjaž Debelak debuterade i världscupen 22 december 1985 i Chamonix i Frankrike. Han blev nummer 8 i sin första världscuptävling. Debelak tävlade 5 säsonger i världscupen. Hans bästa säsong var säsongen 1986/1987 då han blev nummer 20 sammanlagt. Hans bästa resultat i deltävlingar är två femteplatser, i Große Olympiaschanze i Garmisch-Partenkirchen (under tysk-österrikiska backhopparveckan) 1 januari 1987 och i Ōkurayama-backen i Sapporo.
Debelak deltog i Skid-VM 1987 i Oberstdorf i förbundslandet Bayern i det dåvarande Västtyskland. Han blev nummer 28 i stora backen och nummer 23 i normalbacken. I Skid VM 1989 i Lahtis i Finland blev han nummer 28 i stora backen och nummer 6 i normalbacken. Han var endast 2,9 poäng från sista pallplatsen.
Matjaž Debelaks höjdpunkt i karriären var tävlingarna under olympiska spelen 1988 i Calgary i Kanada. Han startade i stora backen i Canada Olympic Park och låg på en nionde plats efter första omgången. Matti Nykänen var bäst i båda omgångarna och vann guldet med god marginal, men Debelak hade det näst bästa hoppet i andra genomkörningen och vann bronsmedaljen, endast 0,2 poäng efter silvermedaljören Erik Johnsen från Norge. I lagtävlingen dagen efter låg Jugoslavien på andra plats efter första genomkörning. Jugoslaverna (Primož Ulaga, Matjaž Zupan, Matjaž Debelak och Miran Tepeš) var bäst i andra omgången, men Finland hade för stort försprång och vann guldet 8,9 poäng före Jugoslavien. 
I världscupsäsongen hade Matjaž Debelak svårt att nå toppresultatet och avslutade sin backhoppskarriär efter världscuptävlingen i Gstaad i Schweiz 9 februari 1990. Han blev nummer 56 i tävlingen.

## Utmärkelser
- 1988: Matjaž Debelak blev vald till Årets manliga idrottare i Slovenien för sina insatser under OS i Calgary.